# Toques
Toques är en kommun i Spanien.  Den ligger i provinsen A Coruña i den autonoma regionen Galicien i nordvästra delen av landet, 400 km väster om huvudstaden Madrid. Antalet invånare är 1 070 (2024). Arean är 77,93 kvadratkilometer. Toques gränsar till Melide, Sobrado, Friol och Palas de Rei. 